# Віденський університет музики й виконавського мистецтва
Віденський університет музики й виконавського мистецтва (нім. Universität für Musik und darstellende Kunst Wien) — найбільший музичний навчальний заклад Австрії, розміщений у Відні. В університеті навчається близько 3000 студентів.

## Історія створення
Бажання створити у Відні консерваторію за зразком Паризької вперше виникло в 1808 році. А в 1819 році Віденська консерваторія була відкрита, біля її витоків був скрипаль, пізніше видатний музичний педагог, — Йозеф Бем. Протягом усього XIX століття консерваторія розвивалася на правах приватної ініціативи і до 1890-х років уже налічувала 1000 студентів.
У 1909 році консерваторія за розпорядженням імператора була націоналізована і стала називатися Цісарсько-королівською академією музики та виконавського мистецтва (k.k. Akademie für Musik und darstellende Kunst). З установленням республіки в 1919 році академія отримала статус державної. У 1970—1998 роках заклад називали — Вища школа музики та виконавського мистецтва (Hochschule für Musik und darstellende Kunst), а в 1998 році перетворена на університет. З 1928 року у складі Академії працюють відділення театральних акторів і музичної педагогіки.
Серед видатних музикантів що викладали у цьому закладі — композитор Антон Брукнер.

## Видатні випускники
- Ганс Галь — композитор і музикознавець
- Зубін Мета — симфонічний диригент
- Нора Дюсберг-Барановська(1895—1982) — шведська скрипалька
- Разумейко Ілля Костянтинович – український композитор